# جامعة حضرموت
جامعة حضرموت (بالإنجليزية: University Hadhramout) هي إحدى أبرز مؤسسات التعليم العالي الحكومية في الجمهورية اليمنية، وقد تأسست بموجب القرار الجمهوري رقم (45) لسنة 1993م. تضم 15 كلية منها كلية الطب والعلوم الصحية (HUCOM), كلية الهندسة والبترول، كلية التمريض، كلية العلوم البيئية والأحياء البحرية، كلية الحاسبات وتقنية المعلومات، كلية القانون، كلية التعليم المفتوح، كلية التربية بالمكلا، كلية البنات وكلية الآداب. تتركز كليات الجامعة في مدينة المكلا عاصمة محافظة حضرموت، وتنتشر بعض الكلية في جزيرة سقطرى، وعتق عاصمة محافظة شبوة. يدرس في الجامعة ما يقرب من عشرة آلاف طالب وطالبة.

## الرؤية والرسالة
- الرؤية: تسعى جامعة حضرموت لأن تكون مؤسسة أكاديمية رائدة على المستويين المحلي والإقليمي، تسهم في بناء مجتمع قائم على المعرفة والابتكار.

- الرسالة: توفير بيئة تعليمية وبحثية متميزة تعزز القيم الأكاديمية وتساهم في التنمية المستدامة وخدمة المجتمع.

## الكليات

### كلية الطب والعلوم الصحية (HUCOM)
مدة الدراسة في هذه الكلية هي ست سنوات بنظام الانتساب، وتمنح درجة البكالوريوس في الطب العام والجراحة ودرجة الماجستير في تخصص طب المجتمع. يقع مبني كلية الطب في منطقة فلك ويدرس فيه الطلاب في المراحل الدراسية الأساسية (Basic) لمدة ثلاث سنين، ثم ينتقل الطلاب إلى منطقة فوه لدراسة السنوات السريرية (Clinical) لمدة ثلاث سنوات أيضا، وذلك لأن المستشفى التعليمي (مستشفى ابن سينا التعليمي العام) يقع في منطقة فوه - ابن سيناء، حيث يطبق فيه الطلاب ما يتعلمونه خلال دراستهم.

#### نظام الدراسة
نظام الدراسة للمراحل الأساسية هو نظام الـ (PBL (Problem-based learning حيث يتم التركيز فيه على المشاكل الصحية التي تواجه الطبيب وتعلم كيفية الوصول إلى الأهداف المطلوبة لحل المشكلة ومن ثم يقوم لطلاب بحل المشاكل بعد أن يتم تقسيمهم إلى مجموعات صغيرة تتكون كل مجموعة من 10 إلى 15 طالب. أما في المراحل السريرية فنظام الدراسة هو (CPC (Clinical Presentation Curriculum حيث يتم تدريب الطلاب على التوصل إلى التشخيص من خلال الأعراض وتعلم كيفية تحليل المرض للتوصل إلى التشخيص ومن ثم إلى العلاج المطلوب.
مجلس الكلية هو الهيئة الإدارية العليا في الكلية، يليها العميد د.علي باطرفي ثم نوّاب العميد د.فهمي عرم ود.احمد محمد باذيب

### كلية الهندسة والبترول
أنشئت كلية الهندسة والبترول كأول كليات جامعة حضرموت للعلوم والتكنولوجيا في الفصل الثاني للعام الجامعي 1995-1996م، حيث قام الفريق علي عبد الله صالح رئيس الجمهورية السابق برفقة الأستاذ الدكتور علي هود باعباد رئيس الجامعة السابق والأستاذ الدكتور سالم عوض رموضه نائب رئيس الجامعة السابق وعدد من الأساتذة المؤسسين للكلية بافتتاحها رسمياً في 19 رمضان 1416 هـ الموافق 8 فبراير 1996م وبثلاثة تخصصات وهي قسم الهندسة الكيميائية والبترول، قسم الهندسة المعمارية والتخطيط البيئي وقسم علوم الحاسوب وبقرابة 100 طالب وطالبة، بعد إدخال بعض الترميمات على المبنى المخصص للكلية بمنطقة فوة وبدعم محافظ المحافظة الأسبق العقيد صالح عباد الخولاني. وفي العام الدراسي 1996-1997م أضيف قسم الهندسة الإلكترونية والاتصالات بمساعدة المجلس البريطاني بمختبرين اثنين في الإكترونيات والاتصالات وبقرابة 46 طالب وطالبة ليكون الإجمالي الكلي لطلاب الكلية 146 طالب وطالبة. وانتظمت الدراسة بهذه الأقسام العلمية بمساعدة نخبة من أعضاء هيئة التدريس اليمنية وغير اليمنية من الجامعات السودانية، العراقية، الليبية، الجزائرية والمصرية ابتداءً من العام الجامعي 2005.

### الأقسام
الهندسة البترولية.
- الهندسة الكيميائية.
- الهندسة الإلكترونية والاتصالات.
- الهندسة المعمارية.
- الهندسة المدنية.
- هندسة الحاسوب.

### كلية القانون
في هذه الكلية تخصص واحد وهو بكالوريوس قانون، وعدد سنوات الدراسة فيها أربع سنوات. وفيها يتم دراسة تخصص القانون مع تضمين بعض مواد الشريعة كالمدخل إلى الشريعة وأصول الفقه والثقافة الإسلامية. تقع الكلية في المكلا داخل مجمع المستقبل الذي يضم كلية الحاسبات وتقنية المعلومات وكلية التعليم المفتوح.